# Episodi di The Kaiser Aluminum Hour
La prima e unica della serie televisiva The Kaiser Aluminum Hour è andata in onda negli Stati Uniti dal 3 luglio 1956 al 18 giugno 1957 sulla NBC.
| nº | Titolo originale             | Prima TV USA      |
| -- | ---------------------------- | ----------------- |
| 1  | The Army Game                | 3 luglio 1956     |
| 2  | Man on the White Horse       | 17 luglio 1956    |
| 3  | Roar of the Lion             | 31 luglio 1956    |
| 4  | A Fragile Affair             | 28 agosto 1956    |
| 5  | Antigone                     | 11 settembre 1956 |
| 6  | Mr. Finchley Versus the Bomb | 25 settembre 1956 |
| 7  | Carnival                     | 9 ottobre 1956    |
| 8  | Angel's Ransom               | 23 ottobre 1956   |
| 9  | The Big Board                | 6 novembre 1956   |
| 10 | The Rag Jungle               | 20 novembre 1956  |
| 11 | Cracker Money                | 4 dicembre 1956   |
| 12 | Gwyneth                      | 18 dicembre 1956  |
| 13 | Mother                       | 1º gennaio 1957   |
| 14 | A Real Fine Cutting Edge     | 15 gennaio 1957   |
| 15 | Throw Me a Rope              | 29 gennaio 1957   |
| 16 | So Short a Season            | 12 febbraio 1957  |
| 17 | Whereabouts Unknown          | 26 febbraio 1957  |
| 18 | The Story of a Crime         | 12 marzo 1957     |
| 19 | Hollywood Award Winner       | 26 marzo 1957     |
| 20 | Murder in the House          | 9 aprile 1957     |
| 21 | A Man's Game                 | 23 aprile 1957    |
| 22 | The Man Who Vanished         | 7 maggio 1957     |
| 23 | The Deady Silence            | 21 maggio 1957    |
| 24 | Article 94 - Homicide        | 4 giugno 1957     |
| 25 | Passion for Revenge          | 18 giugno 1957    |

## The Army Game
- Prima televisiva: 3 luglio 1956

### Trama
- Guest star: Philip Abbott (soldato Manken), Edward Andrews (maggiore Berman), Burt Brinckerhoff (Sugars), Frank Campanella (sergente Hass), George Grizzard (soldato Bert Scoffield), Paul McVey (capitano Lassiter), Paul Newman (soldato Danny Scott), Sydney Pollack (soldato Shuber), James Pritchett (caporale Charlie Ward), Haila Stoddard (Mrs. Scott)

## Man on the White Horse
- Prima televisiva: 17 luglio 1956

### Trama
- Guest star: James Barton (sceriffo Adam Griffith), Andrew Duggan (Will), P.J. Kelly (Lafe), Barton MacLane (Dan Royal), Van Dyke Parks (Bobby)

## Roar of the Lion
- Prima televisiva: 31 luglio 1956

### Trama
- Guest star: Malcolm Brodrick (ragazzo), Bert Freed (Mr. Crandall), Nancy Kelly (Dora), Ann Shoemaker (Mrs. Sanborn), Clifford Tatum Jr. (Matt), Bill Zuckert (Chief Gregg)

## A Fragile Affair
- Prima televisiva: 28 agosto 1956

### Trama
- Guest star: Woodrow Parfrey (Pip), William Podmore (Process Server), Gaby Rodgers (Mary Cristof), Eli Wallach (Cristof)

## Antigone
- Prima televisiva: 11 settembre 1956

### Trama
- Guest star: Mildred Natwick (infermiera), Marisa Pavan (Antigone), Claude Rains (Creon), Alexander Scourby (Chorus)

## Mr. Finchley Versus the Bomb
- Prima televisiva: 25 settembre 1956

### Trama
- Guest star: Henry Hull (Mr. Finchley), Bernard Kates (Stevens), Paul Mazursky (Jacobs), William Shatner (Peterson), Harry Townes (Hannify), Roland Winters (Millet)

## Carnival
- Prima televisiva: 9 ottobre 1956

### Trama
- Guest star: Larry Gates, Dennis Hopper (Pauly), Louise Larabee, Augusta Merighi, Natalie Wood (Kathy Jo)

## Angel's Ransom
- Prima televisiva: 23 ottobre 1956

### Trama
- Guest star:

## The Big Board
- Prima televisiva: 6 novembre 1956

### Trama
- Guest star:

## The Rag Jungle
- Prima televisiva: 20 novembre 1956

### Trama
- Guest star: Frank Campanella, Don Gordon (Sam), Monica Lovett, Silvio Minciotti (Vito Correlli), Paul Newman (Charlie Correlli), Edmon Ryan (Barrett)

## Cracker Money
- Prima televisiva: 4 dicembre 1956

### Trama
- Guest star: Glenda Farrell, Louis Jean Heydt (Leo Carter), Carol Lynley

## Gwyneth
- Prima televisiva: 18 dicembre 1956

### Trama
- Guest star: John Laurie (Rhys Fferand), Joanne Linville (Gwyneth), Roddy McDowall (Clifford Howell), William Shatner (Owen Howell), Rex Thompson (Sachi)

## Mother
- Prima televisiva: 1º gennaio 1957

### Trama
- Guest star: Nancy Coleman (Laura Thatcher), Murray Matheson (Stover), Joanna Roos (Miss Peabody), Natalie Schafer (Jessie Caldwell), Forrest Tucker (Harlan Thatcher)

## A Real Fine Cutting Edge
- Prima televisiva: 15 gennaio 1957

### Trama
- Guest star: Edward Crowley (M / Sgt. #2), Paul Mazursky (Martin), George Peppard (Lynch), Harry Townes (Taylor), Jack Warden (Master Sergeant Willis Debb), Dick York (Edward Gillis), Clint Young (M / Sgt. #1)

## Throw Me a Rope
- Prima televisiva: 29 gennaio 1957

### Trama
- Guest star: Franchot Tone (Arthur Baldwin), Roland Winters

## So Short a Season
- Prima televisiva: 12 febbraio 1957

### Trama
- Guest star: Seth Edwards (Young Bob), Hope Emerson (Mrs. Quincy), John Litel (sceriffo), Susan Oliver (Kay), Van Dyke Parks (ragazzo), Albert Salmi (Bob Quincy), Rip Torn (O'Hara)

## Whereabouts Unknown
- Prima televisiva: 26 febbraio 1957

### Trama
- Guest star: Macdonald Carey (Howard Crane), Kim Hunter (Louise Marden), Jan Sterling (Brenda Stevens), Nydia Westman (Mrs. Lansing)

## The Story of a Crime
- Prima televisiva: 12 marzo 1957

### Trama
- Guest star: Barbara Baxley (Barbara Jo Tanner), Larry Gates (Hewitt Leener), Richard Kiley (David Oro), June Lockhart (Verna)

## Hollywood Award Winner
- Prima televisiva: 26 marzo 1957

### Trama
- Guest star: Ralph Bellamy (Nat Hanson), Lee Philips (Norman Asher), Jacqueline Scott (Ruth Asher), Alexander Scourby (Frank Miles)

## Murder in the House
- Prima televisiva: 9 aprile 1957

### Trama
- Guest star: Oskar Homolka (Prof. Burnside), Gerald Sarracini (Eddie Harron), Joan Tetzel (Ellen Burnside)

## A Man's Game
- Prima televisiva: 23 aprile 1957

### Trama
- Guest star: Kenneth Bowers (Bud), Nanette Fabray (Josephine Evans), Paul Ford (Rockman), Fred Gwynne (Egghead), Gene Nelson (Tom Watts), Bibi Osterwald (Lucy Mae), Lew Parker (Lew Daniels), Steven Shaw (Chub Evans)

## The Man Who Vanished
- Prima televisiva: 7 maggio 1957

### Trama
- Guest star: Sally Brophy (Marla Caprini), Bruce Gordon (Victor Santo)

## The Deady Silence
- Prima televisiva: 21 maggio 1957

### Trama
- Guest star: Ben Astar (Marcus 'Papa' Sandor), Lili Darvas (Mama Sandor), Harry Guardino (Paul Sandor), William Shatner (John Sandor)

## Article 94 - Homicide
- Prima televisiva: 4 giugno 1957

### Trama
- Guest star: Sally Kemp (Celeste), Cec Linder (tenente Cannavan), Janice Mars (Irene), John Napier (Andy), Jacqueline Scott (Donna), Tom Troupe (detective Pacciardi)

## Passion for Revenge
- Prima televisiva: 18 giugno 1957

### Trama
- Guest star: Eric Berry, Jo Ann LeCompte, Alexander Scourby, Frank Sutton